# Герб Бекчегинского наслега
Герб муниципального образования сельское поселение «Бекчегинский наслег» Вилюйского улуса Республики Саха (Якутия) Российской Федерации.
Герб утверждён Решением Бекчегинского наслежного Совета № 29 от 18 апреля 2009 года.
Герб одобрен Геральдическим Советом при президенте РФ в марте 2011 года и внесён в Государственный геральдический регистр Российской Федерации под регистрационном номером 6593.

## Описание герба
«В разбитом вилообразно зелёном, золотом и лазоревом поле серебряная с чёрными глазами и носом волчья голова настороже, сопровождаемая в лазури серебряным окунем».

## Описание символики
Щит герба разделён на три поля — зелёную, золотую и лазоревую.
Центральной фигурой герба является изображение серебряной головы волка в знак того, что прародителем поселения был старец из рода «Бере Бетуннэр». Где тотемом и покровителем рода был волк.
Лазоревое поле показывает газоконденсатное месторождение около озера «Хомо». Окунь в лазоревом поле олицетворяет озеро «Сордонноох» вошедшего в книгу Республики Саха (Якутия) «Кэрэ сирдэр», что в переводе означает «Живописные места».
Золото символизирует богатство, благополучие и великодушие.
Зелёный цвет символизирует сельское хозяйство, плодородие, красоту природы — на юге поселения обилие соснового леса, долгожданное лето для нашего сурового края и как символ жизни.